# Демократическая партия оромо
Демократическая партия оромо (ДПО) — политическая партия в Эфиопии, которая в союзе с Народным фронтом освобождения Тыграй, Демократической партией амхара, Демократическим фронтом южных эфиопских народов образовывала Революционно-демократический фронт эфиопских народов (РДФЭН). Первоначально действовала под названием Демократическая организация народа оромо (ДОНО). Выступала преимущественно в качестве союзника НФОТ.
На выборах в законодательные органы 15 мая 2005 года партия входила в состав РДФЭН, получившего 327 из 527 мест. На выборах в региональные собрания в августе 2005 года партия получила 387 из 537 мест в регионе Оромия и 14 из 36 мест в регионе Харари.

## История
Демократическая партия оромо, ранее известная как Демократическая организация народа оромо (ДОНО), была создана в 1990 году после того, как отношения существующего Фронта освобождения Оромо с НФОТ испортились в ходе их борьбы с Народно-Демократической Республикой Эфиопией. В недавней книге, написанной Гебру Асратом (ሉዓላዊነትና ዴሞክራሲ በኢትዮጵያ ገብሩ አስራት 2006 ዓ.ም), один из лидеров НФОТ, принимавший участие в создании ДОНО, сказал, что НФОТ пришлось осуществлять набор членов для ДОНО среди говорящих на языке оромо военнопленных, так как оромо, живущие за границей, включая беженцев в Судане и более широкую диаспору оромо в Северной Америке и Европе, отклонили призыв НФОТ вступить в эту вновь создаваемую организацию. Ссылаясь на роль элит в формулировании политических, экономических и культурных проблем в любом обществе, Асрат Гебру в своей книге утверждает, что эти первые члены организации, которые были бывшими военнопленными, не обладали ни способностями, ни социально-политическими знаниями для понимания и формулирования стоявших перед оромо в то время проблем. Первоначально слабая организация, по мнению Пола Б. Хенце, ДОНО привлекла перебежчиков из воинских частей Дерга и приобрела сторонников, когда в 1991 году РДФЭН занял часть провинций Уолло и Шоа, в обеих из которых имелись значительные национальные большинства оромо.
В 2001 году ДОНО потрясла серия коррупционных скандалов, которая привела к отставке тогдашнего генерального секретаря Кумы Демексы (Kuma Demeksa) по обвинению в коррупции, «антидемократических методах работы», злоупотреблении властью и кумовстве. Генерал-майор Абадула Гемеда (Abadula Gemeda) тогда подал в отставку со своего поста в Эфиопских вооруженных силах и взял под свой контроль охваченную кризисом ДОНО.
ДОНО провела свой четвёртый съезд 23 февраля 2006 года в Адаме.
На дополнительных выборах 2008 года ДОНО выиграла 23 места в законодательном органе Оромии и 613 мест от 108 кебеле на выборах в Совет народных представителей кебеле.
На своем ежегодном собрании, состоявшемся 20 сентября 2018 года в Джимме, Демократическая организация народа оромо изменила свое название на Демократическую партию Оромо (ДПО).
1 декабря 2019 года по инициативе премьер-министра Эфиопии Абия Ахмеда Али (этнический оромо) РДФЭН был распущен и на его базе создана новая правящая Партия процветания. ДПО явилась одной из структур-учредителей.